# Katodia
Katodia fou un estat tributari protegit al prant de Gohelwar, agència de Kathiawar, presidència de Bombai. Estava format per un únic poble amb una superfície de pocs quilòmetres quadrats i població de 347 habitants. Pagava tribut al Gaikwar de Baroda i al nawab de Junagarh. El thakur de Katodia era el príncep que va rebre l'assignació més baixa del govern de l'Índia després de la independència (unes 1.500 pessetes l'any el 1969, el que menys entre 279 prínceps).